# Fabryka Mechanizmów Samochodowych „Polmo”

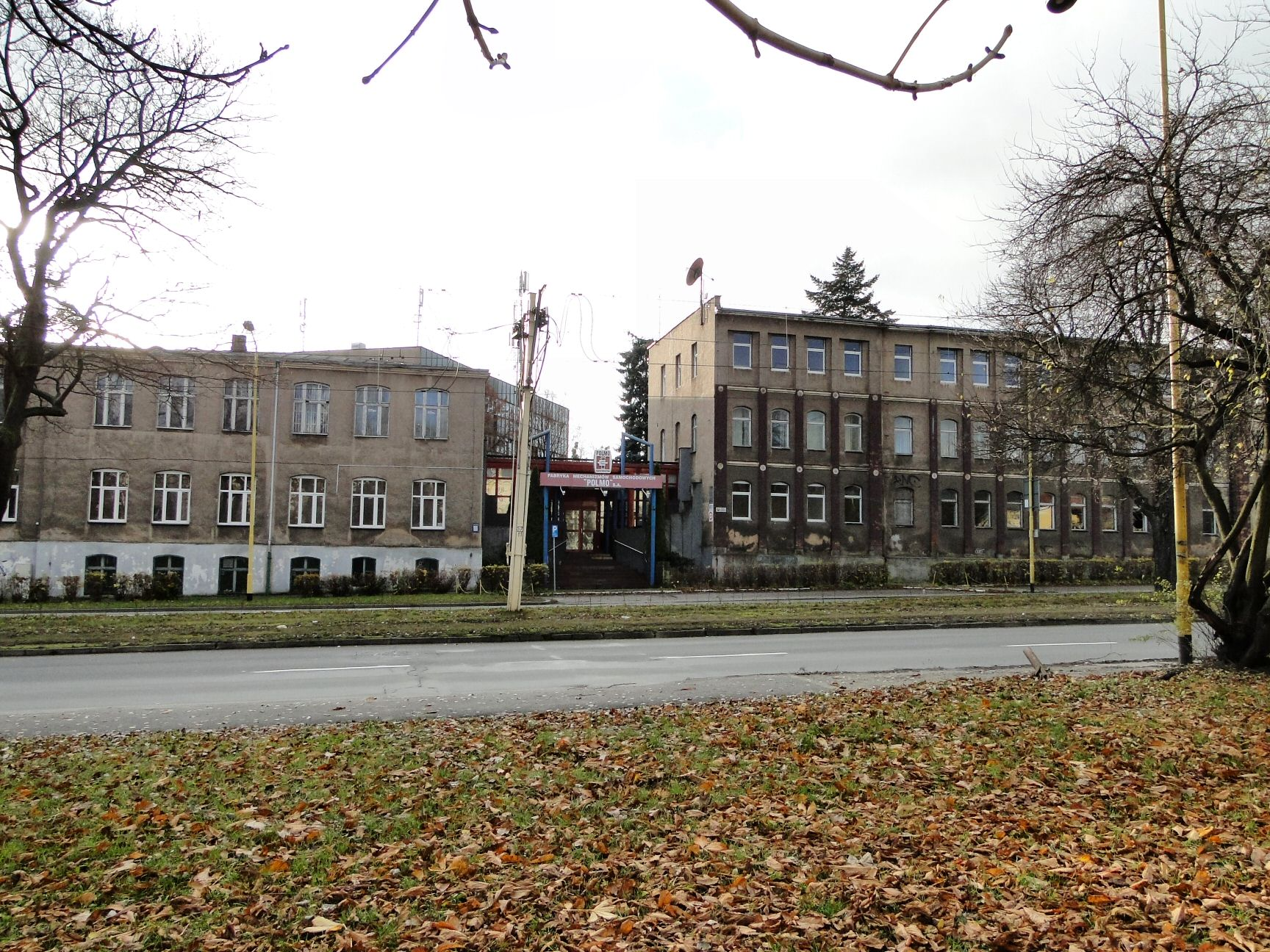
Wejście główne

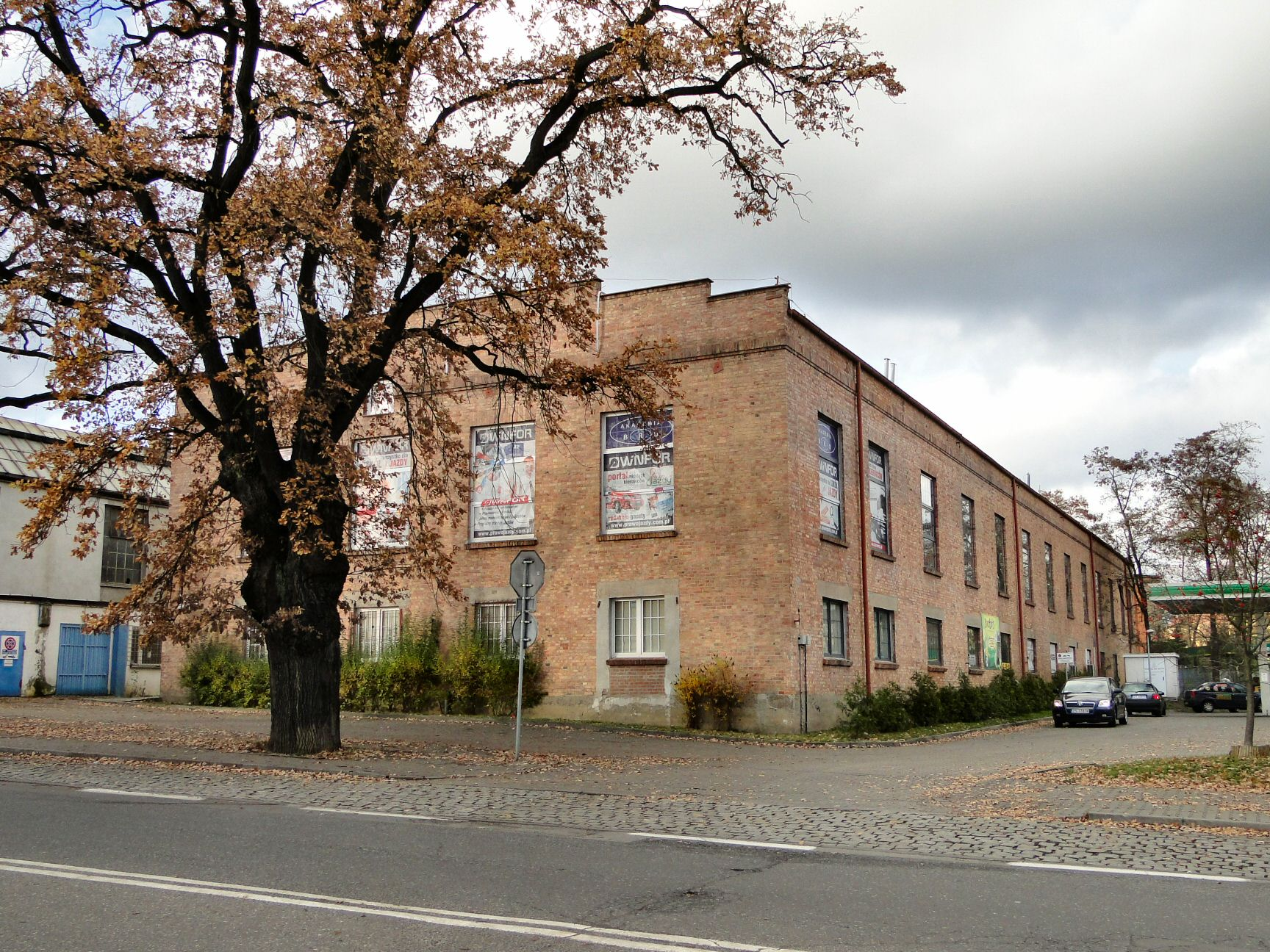
Dawna hala fabryczna

Szczecińska Fabryka Motocykli – nazwa nadana oficjalnie pod koniec 1957 r. (według niektórych źródeł na pocz. 1958 r.) „Szczecińskiej Wytwórni Sprzętów Metalowych” w związku z uruchomieniem w tym zakładzie produkcji motocykli Junak.

## Historia
Fabryka powstała w Szczecinie w 1946 r. na terenie byłych niemieckich zakładów „Stoewer Werke AG”, pierwotnie jako filia fabryki Ursus pod nazwą „Państwowy Zakład Przemysłu Motoryzacyjnego” szybko zmienionej na „Państwowy Zakład Inżynierii Ursus nr 2". Zajmowała się produkcją części do ciągników rolniczych. W tym okresie fabryka ta miała też udział w uruchamianiu innych szczecińskich zakładów.
Jednak już w 1950 r. nastąpiły kolejne zmiany nazwy i profilu produkcji. W związku z rozwojem zimnej wojny zdecydowano o nielokalizowaniu w bliskości granicy żadnej technologicznie zaawansowanej produkcji – odtąd przedsiębiorstwo pod nazwą „Fabryka Okuć i Sprzętów Metalowych” w 1951 r. zmienioną jeszcze na „Szczecińska Wytwórnia Sprzętów Metalowych” produkowała m.in. łóżka, fotele dentystyczne, szafy, wózki itp. – zgodnie z przyporządkowaniem do „Zjednoczenia Przemysłu Sprzętu Medycznego”.
W tym okresie zakład nie zatrudniał żadnego inżyniera, a na całą kadrę techniczną składało się kilku techników.
Większe zmiany nastąpiły w 1955 roku. W kwietniu fabryka została przekazana do resortu motoryzacyjnego, a w sierpniu zapadła decyzja o uruchomieniu produkcji motocykli Junak M07. Raptowny „awans” do rangi producenta finalnego motocykla najwyższej klasy w kraju, wiązał się z szybkim rozwojem zakładu. Młoda kadra inżynierska zapałem rekompensując brak doświadczenia w krótkim czasie usunęła braki pierwotnego projektu, a także opracowała szereg modernizacji i wariantów rozwojowych, z których część wprowadzona została ostatecznie do produkcji.
„Złoty okres” w historii fabryki skończył się jednak w 1964 r. – brak popytu na motocykle klasy Junaka spowodował zmniejszenie produkcji i ostatecznie decyzję o jej zakończeniu. Nastąpiła kolejna zmiana profilu produkcji: zakład stopniowo stał się wyspecjalizowanym dostawcą wałów napędowych i mechanizmów kierowniczych dla innych krajowych producentów pojazdów co rozpoczęto od przeniesienia produkcji wałów napędowych z Fabryki Samochodów Ciężarowych w Starachowicach, a następnie uruchomienie produkcji wału napędowego do licencyjnego Fiata 125p. W związku z tym w 1967 r. zmieniono nazwę na „Fabrykę Mechanizmów Samochodowych POLMO”. W takim stanie dawna SFM przetrwała kolejne 25 lat. W 1974 roku w FMS Polmo rozpoczęto produkcję układów kierowniczych na licencji zachodnioniemieckiej firmy ZF. W 1993 r. rozpoczęto przekształcenia własnościowe, które przekształciły fabrykę w spółkę akcyjną pod nazwą „Fabryka Mechanizmów Samochodowych POLMO S.A.”, od lutego 2011 roku w stanie upadłości likwidacyjnej.
W 2012 roku budynki zostały wyburzone pod budowę galerii handlowej. Budynek biurowy przeszedł remont i jest obecnie własnością dewelopera Modehpolmo.